# Henryk Pohoski

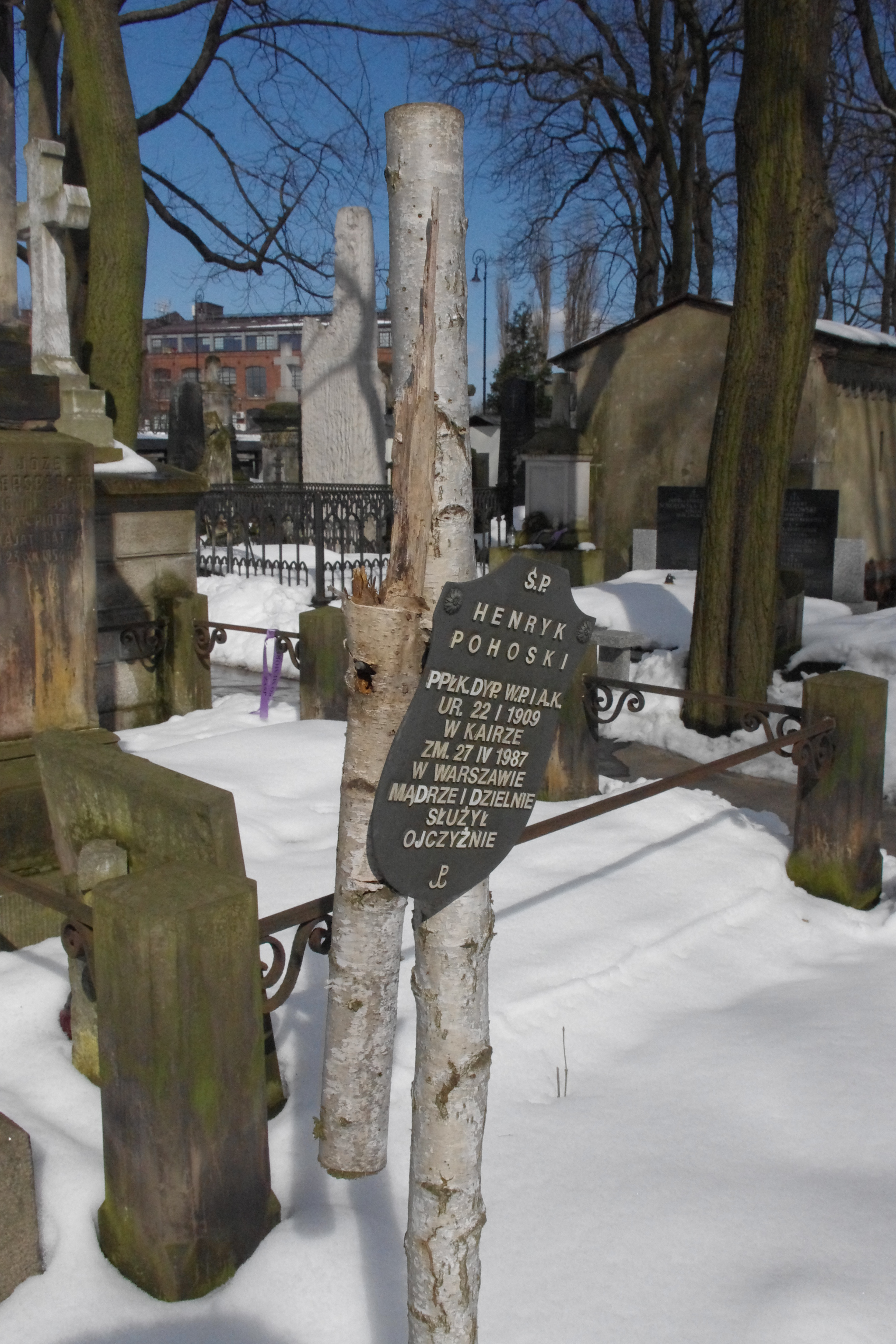
Grób pułkownika WP - Henryka Pohoskiego (1909–1987) na cmentarzu Powązkowskim w Warszawie

Henryk Pohoski ps. „Walery” (ur. 22 stycznia 1909 w Bani Suwajf, zm. 27 kwietnia 1987 w Warszawie) – podpułkownik dyplomowany piechoty Wojska Polskiego.

## Życiorys
Urodził się 22 stycznia 1909 w Bani Suwajf, Egipcie, w rodzinie Bohdana i Zofii z Karlińskich. Był bratem Mieczysława (ur. 1905) i Michała (ur. 1911).
W roku 1931, jako prymus, ukończył Szkołę Podchorążych Piechoty w Komorowie-Ostrowi Mazowieckiej i wcielony został do 1 pułku piechoty Legionów Józefa Piłsudskiego w Wilnie. W latach 1937–1939 był słuchaczem Wyższej Szkoły Wojennej w Warszawie. Kampanię wrześniową 1939 roku odbył w sztabie 1 Dywizji Piechoty Legionów na stanowisku oficera operacyjnego. W czasie okupacji sowieckiej i niemieckiej był między innymi szefem Oddziału IIa (wywiadowczego) Sztabu Komendy Obszaru Lwów Armii Krajowej.
Po ponownym wkroczeniu Sowietów na teren Kresów Południowo-Wschodnich, pod koniec lipca 1944 roku, rozpoczęły się we Lwowie pierwsze aresztowania oficerów Komendy Obszaru Lwowskiego pod pozorem zaproszenia na rozmowy. Pohoski zostaje aresztowany przez Sowieckie służby bezpieczeństwa. W krótkim czasie po aresztowaniu zbiegł z siedziby NKGB przy ul. Kosynierskiej we Lwowie we wrześniu 1944 r. i przedostał na lewy brzeg Sanu.
Po ucieczce napisał sprawozdanie. Jest to źródło opracowane niedługo po tych wydarzeniach, sporządzone przez wysokiego szczebla oficera służb specjalnych Polski Podziemnej, uczestnika „rozmów”.
W 1988 roku w Krakowie ukazały się zebrane wspomnienia Pohoskiego, zatytułowane: „Wspomnienia z pracy konspiracyjnej w Sztabie Obszaru Południowo-Wschodniego Armii Krajowej”, w których opisana jest między innymi sprawa aresztowania Władysława Filipkowskiego podczas rozmów w Żytomierzu.
W periodyku wydawanym przez Instytut Pamięci Narodowej pt. Aparat Represji w Polsce Ludowej 1944–1989. w numerze 1 (1)/2004, przedstawione zostały materiały ukazujące powojenne losy Henryka Pohoskiego. Jego zdradę i długoletnią współpracę m.in. z UB i SB.
O zdradzie przez H. Pohoskiego swych podkomendnych z okręgu lwowskiego i jego agenturalnej działalności  na rzecz służb bezpieczeństwa PRL wspomina Stanisław Likiernik "Kolumb" w nagranej rozmowie (fragment od 1:48:34) dla Muzeum historii Polski NOTACJA FILMOWA.
Pochowany na cmentarzu Powązkowskim (kwatera 17-2-17).

## Awanse
- podporucznik – 15 sierpnia 1931 roku ze starszeństwem z dniem 15 sierpnia 1931 roku i 1. lokatą w korpusie oficerów piechoty,
- porucznik – 22 lutego 1934 roku ze starszeństwem z dniem 1 stycznia 1934 roku i 70. lokatą w korpusie oficerów piechoty[6]
- kapitan – ze starszeństwem z dniem 19 marca 1939 roku i 130. lokatą w korpusie oficerów piechoty[6]